# VTI1A
VTI1A (англ. Vesicle transport through interaction with t-SNAREs 1A) – білок, який кодується однойменним геном, розташованим у людей на короткому плечі 10-ї хромосоми. Довжина поліпептидного ланцюга білка становить 217 амінокислот, а молекулярна маса — 25 218.
| 10         |  | 20         |  | 30         |  | 40         |  | 50         |
| ---------- |  | ---------- |  | ---------- |  | ---------- |  | ---------- |
| MSSDFEGYEQ |  | DFAVLTAEIT |  | SKIARVPRLP |  | PDEKKQMVAN |  | VEKQLEEAKE |
| LLEQMDLEVR |  | EIPPQSRGMY |  | SNRMRSYKQE |  | MGKLETDFKR |  | SRIAYSDEVR |
| NELLGDDGNS |  | SENQRAHLLD |  | NTERLERSSR |  | RLEAGYQIAV |  | ETEQIGQEML |
| ENLSHDREKI |  | QRARERLRET |  | DANLGKSSRI |  | LTGMLRRIIQ |  | NRILLVILGI |
| IVVITILMAI |  | TFSVRRH    |  |            |  |            |  |            |

A: Аланін

D: Аспарагінова кислота

E: Глутамінова кислота

F: Фенілаланін

G: Гліцин

H: Гістидин

I: Ізолейцин

K: Лізин

L: Лейцин

M: Метіонін

N: Аспарагін

P: Пролін

Q: Глутамін

R: Аргінін

S: Серин

T: Треонін

V: Валін

Задіяний у таких біологічних процесах, як транспорт, транспорт білків, альтернативний сплайсинг. 
Локалізований у мембрані, цитоплазматичних везикулах, апараті гольджі.